# Falcione (arma in asta)

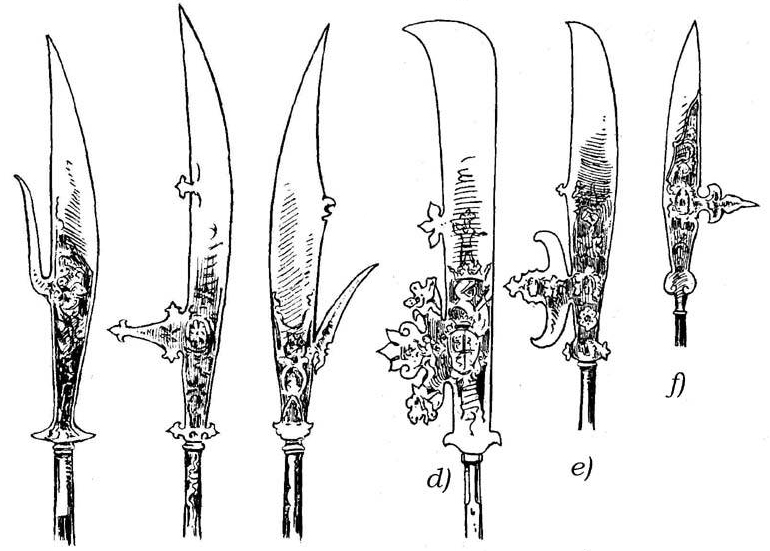
Falcioni:
a) - c) da guerra;
b) - f) da parata;
d) - e) da parata;
Schizzi di Wendelin Boeheim - 1890

Il falcione era un'arma inastata particolarmente diffusa tra gli eserciti europei nel Medioevo. Consisteva di una lama ricurva, affilata sul lato convesso e dotata di uno spuntone perpendicolare al dorso, inastata su di un manico in legno di lunghezza variabile. Inizialmente attrezzo d'uso agricolo, derivato dalla falce, può essere considerato l'evoluzione medievale della falce da guerra già in uso alle popolazioni balcaniche nell'Antichità.

## Storia
Il falcione è stata una delle più particolari tipologie di arma inastata sviluppata durante il Medioevo europeo. Si trattava di una massiccia spada corta monofilare, atta a vibrare pesanti colpi di taglio, inastata tramite una gorbia su di un astile ligneo studiato per essere un po' più alto di colui che brandiva l'arma. In italiano il vocabolo "falcione" indica appunto non solo questa particolare arma inastata ma anche un'arma bianca manesca monofilare del tipo spada, in uso ai guerrieri medievali (sia cavalleria che fanteria).
Nella sua forma primitiva, il falcione era attrezzo agricolo derivato dalla falce e destinato al taglio del foraggio nei campi (v. trinciaforaggio). Questo archetipo venne sporadicamente utilizzato come arma di difesa dai laboratores del Basso Medioevo, cosa questa affatto strana nelle armi inastate dell'Europa medievale. Divenne un'arma vera e propria, vale a dire prodotta da armaioli professionisti, a partire dal XIV secolo ma la memoria della sua derivazione da uno strumento rustico restò sempre viva nella tradizione orale (lo stesso valse per altre armi dell'epoca, quali il correggio o il roncone), passando poi ai libri di testo:
(Vocabolario degli Accademici della Crusca, Firenze 1612, p. 326)
A partire dal XVII secolo il falcione, come altre armi inastate, perse valenza campale nel teatro bellico europeo ormai dominato dal modello "Pike and Shot" (picca e archibugio) dei tercios spagnoli, divenendo arma di rappresentanza, o comunque destinato a corpi di guardia di addestramento specialistico.

### Considerazioni etimologiche
In francese e in inglese, il falcione inastato è indicato con il vocabolo glaive. In francese, detta parola indica anche il gladio anticamente in uso al legionario romano: glaive. Fu solo nel XV secolo che la parola passò ad indicare l'arma inastata, salvo poi tornare, in Età Contemporanea ad indicare, genericamente, la spada, seppur quale evidente arcaismo.

## Costruzione
Il falcione aveva:
- lama in ferro, lunga quasi mezzo metro, ricurva, con tagliente sul lato convesso, come nell'omonima arma manesca. Perpendicolarmente alla direttrice dell'astile, dal dorso dipartiva uno spuntone o piccola lama di spiedo, atta a perforare la corazza del nemico. Rispetto alle varianti orientali (es. naginata giapponese), il falcione occidentale aveva la lama assicurata all'astile per mezzo di una gorbia e non tramite codolo;
- asta in legno solido, pari, per lunghezza, a quella di altre armi inastate pesanti quali l'alabarda ed il brandistocco.

Quando l'arma perse valenza campale e divenne arma di rappresentanza destinata a corpi di guardia appositamente addestrati al suo utilizzo, iniziarono ad esserne prodotti esemplari di pregio, con lama decorata tramite agemina o procedure simili.